# Staind (album)
Staind è il settimo album in studio del gruppo musicale statunitense omonimo, pubblicato il 13 settembre 2011 dalla Atlantic Records e dalla Roadrunner Records. Rispetto al precedente disco, The Illusion of Progress, rappresenta un ritorno a sonorità più aggressive, pur non mancando la melodie in brani come Throw It All Away, Take a Breath e la malinconica Something to Remind You. Singolo di punta dell'album è stato Not Again, il loro quinto singolo ad arrivare in testa nelle classifiche rock, più precisamente nella US Mainstream Rock (in precedenza It's Bee Awhile e So Far Away erano stati #1 sia nella Alternative Airplay che nella Mainstream Rock, Right Here nella Mainstream e Believe nella Alternative). L'album ha debuttato al n. 5 della Billboard 200.

## Tracce
1. Eyes Wide Open – 3:30
2. Not Again – 4:34
3. Failing – 5:26
4. Wannabe – 3:49
5. Throw It All Away – 4:24
6. Take a Breath – 3:56
7. The Bottom – 4:15
8. Now – 3:44
9. Paper Wings – 4:23
10. Something to Remind You – 4:07

Tracce bonus nell'edizione giapponese
1. Spleen (Live in Houston) – 4:50
2. For You (Live in Houston) – 3:32
3. Wannabe (Remix) (feat. Snoop Dogg) – 3:51

DVD bonus nell'edizione speciale
1. The Making of Staind – 61:40

## Formazione
- Aaron Lewis – voce, chitarra
- Mike Mushok – chitarra
- Johnny April – basso
- Jon Wysocki – batteria